# Walter Bonatti
Walter Bonatti, italijanski alpinist, * 22. junij 1930, Bergamo, Lombardija, Italija, † 13. september 2011, Rim.
Bonatti je opravil številne zahtevne vzpone v Alpah, Himalaji in v Patagoniji.
Prejel je legijo časti, ker je rešil dva alpinista med zimsko nezgodo v Alpah.